# Provincia de Atalaya

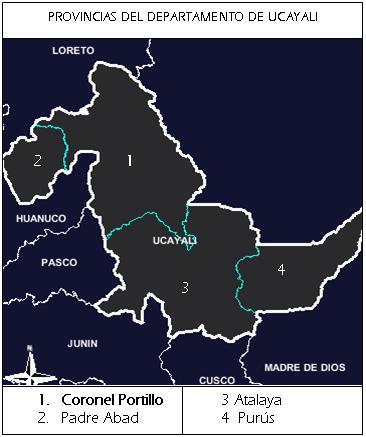
División política de Ucayali

La provincia de Atalaya es una de las cuatro que conforman el departamento de Ucayali en el oriente del Perú. Limita por el norte con la provincia de Coronel Portillo y el Brasil, por el este con la provincia de Purús, por el sur con el departamento del Cusco y el departamento de Junín, y por el oeste con el departamento de Pasco.

## Historia
Fue creada mediante ley n° 23416, el 1 de junio de 1982, durante el 2.º gobierno de Fernando Belaúnde.

## División administrativa

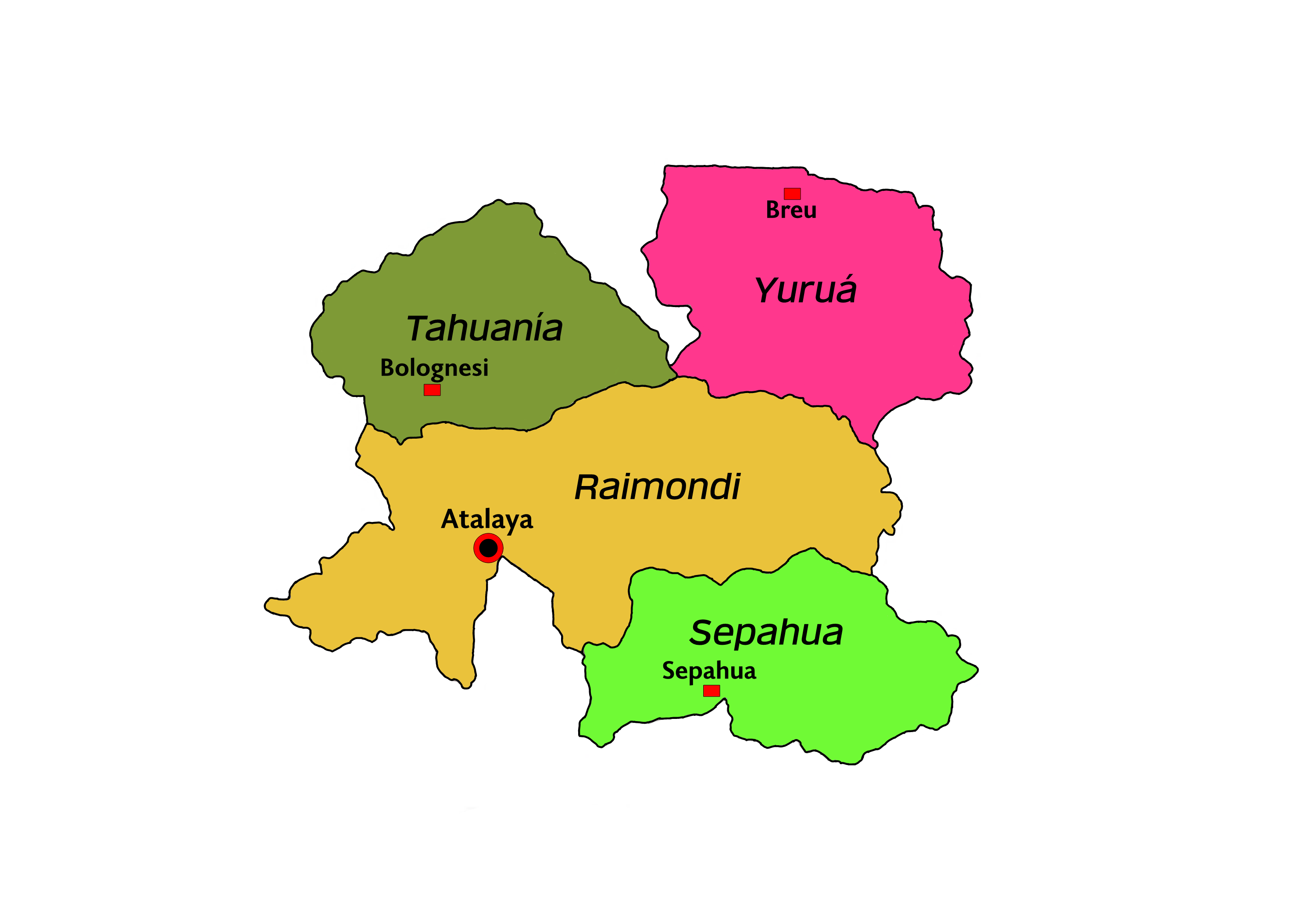
Atalaya y sus distritos.

La provincia tiene una extensión de 38 924,43 km² y se divide en 4 distritos:
| Ubigeo | Distrito | Capital   | Extensión (km²) | Habitantes (2015) | Fundación          |
| ------ | -------- | --------- | --------------- | ----------------- | ------------------ |
| 251601 | Raimondi | Atalaya   | 14 504.99       | 34 419            | 2 de julio de 1943 |
| 251602 | Sepahua  | Sepahua   | 8223.63         | 8793              | 1 de junio de 1982 |
| 251603 | Tahuanía | Bolognesi | 7010.09         | 8020              | 2 de julio de 1943 |
| 251604 | Yuruá    | Breu      | 9175.58         | 2587              | 2 de julio de 1943 |

## Capital
La capital de esta provincia es la ciudad de Atalaya, en el distrito de Raimondi.

## Autoridades

### Regionales
- Consejeros regionales
  - 2019-2022[2]

  1. Albares García Laureano (Alianza para el Progreso)
  2. Yldo Ysrael de la Cruz Ariola (Todos Somos Ucayali)

### Municipales
- 2015-2018[3]
  - Alcalde: Adelmo guerrero enciso, de Integrando Ucayali.
  - Regidores:

  1. Irma América Armas Pezo de García (Integrando Ucayali)
  2. Jorge Lenin Escudero Viera (Integrando Ucayali)
  3. Brando Luis Agurto Meza (Integrando Ucayali)
  4. Carlos Vásquez Vásquez (Integrando Ucayali)
  5. Smith Rudi Rodríguez Calderón (Integrando Ucayali)
  6. Juan Ramón Zúñiga Arias (Integrando Ucayali)
  7. Nonoy del Águila Trigoso (Todos Somos Ucayali)
  8. Carlos Rudy Palomino Roca (Todos Somos Ucayali)
  9. Mauro Alfredo Huaraca Romero (Todos Somos Ucayali)